# Jane de Santacruz
Jane de Santacruz (geborene Jane Swärd, * 1943 in Malmö) ist eine schwedische Chanson- und Schlagersängerin.
Jane Swärd war vor allem in der DDR bekannt, nachdem sie 1963 mit dem Titel Abends kommen die Sterne das Schlagerfestival der Ostseeländer in Rostock gewann. Sie war Teil des Programms Nordischer Frühling, das sie gemeinsam mit der Tip-Top-Combo durch die DDR führte. Auf dem DDR-Schallplattenlabel Amiga erschien auch ihre erste Single.
Nach der Heirat mit dem spanischen Musiker Miguel de Santacruz wurde sie Sängerin des Trio de Santa Cruz, deren erste Langspielplatte 1971 ebenfalls bei Amiga veröffentlicht wurde.
In West-Deutschland dagegen wurde sie kaum wahrgenommen. 1966 erschien auf dem SABA-Schallplattenlabel eine Single, die jedoch ebenso kaum Beachtung fand. Mit dem Trio de Santa Cruz nahm sie noch einige weitere Schallplatten für Intercord auf.
Nach dem Ende ihrer Karriere kehrte sie nach Schweden zurück.